# Seiji Koga
Seiji Koga (jap. 古賀 誠史, Koga Seiji; * 7. August 1979 in der Präfektur Fukuoka) ist ein ehemaliger japanischer Fußballspieler.

## Karriere
Koga erlernte das Fußballspielen in der Schulmannschaft der Higashi Fukuoka High School. Seinen ersten Vertrag unterschrieb er 1998 bei den Yokohama Marinos (heute: Yokohama F. Marinos). Der Verein spielte in der höchsten Liga des Landes, der J1 League. 2001 gewann er mit dem Verein den J.League Cup. Für den Verein absolvierte er neun Erstligaspiele. 2002 wechselte er zum Zweitligisten Avispa Fukuoka. 2005 wurde er mit dem Verein Vizemeister der J2 League und stieg in die J1 League auf. Am Ende der Saison 2006 stieg der Verein wieder in die J2 League ab. Für den Verein absolvierte er 134 Spiele. Im August 2007 wechselte er zum Erstligisten Vissel Kobe. Für den Verein absolvierte er 34 Spiele. 2010 wechselte er zu SC Sagamihara. Ende 2012 beendete er seine Karriere als Fußballspieler.

## Erfolge
Yokohama F. Marinos
- J1 League

Vizemeister: 2000
- J.League Cup

Sieger: 2001